# Марді Гра
Марді Гра (фр. Mardi gras, досл. «жирний вівторок») — вівторок перед Попільною середою і початком католицького Великого посту, останній день карнавалу. Свято, що знаменує собою закінчення семи «жирних днів» (аналог Всеїдного тижня).
Назва поширена в основному у франкомовних країнах і регіонах. Святкується у багатьох країнах Європи, в США і в інших країнах. З міст США наймасовіші і пишні святкування відбуваються у Новому Орлеані. В англомовних країнах називається Shrove Tuesday, Fat Tuesday («сповідний, жирний вівторок»); аналог східнослов'янської Масниці.

## Основні відомості
Традиція Марді Гра сягає дохристиянських язичницьких ритуалів: проводів Зими і зустрічі Весни, обрання короля та королеви (праобрази Батька і Матері, образи, характерні особливо для кельтської культури) свята, спалення ляльки-тотема, поїдання солярних символів (в Україні — млинці, як поминальна їжа) і т. д. Після християнізації Європи багато культів і свят були асимільовані новим віровченням. Традиція святкування карнавалу жива у багатьох країнах Європи і Америки. У Європі до свята готуються традиційні здобні («жирні») солодощі: пиріжки, булочки з кремом, пампушки, млинці.
У США більш поширена французька назва Mardi Gras. Спочатку це було костюмована вистава з нагоди зустрічі весни у Французькому кварталі Нового Орлеана. З роками карнавал ставав все більш велелюдним, з'явилися яскраві розфарбовані платформи, рухомі кіньми.

Кожен рік карнавал очолюють «король» і «королева», які в масках і костюмах їдуть на величезній прикрашеній платформі зі своїм оточенням. У відповідь на традиційні крики збудженого натовпу «Кинь нам що-небудь!» вони розкидають великі олов'яні монети, пластмасові чотки та інші дрібнички .

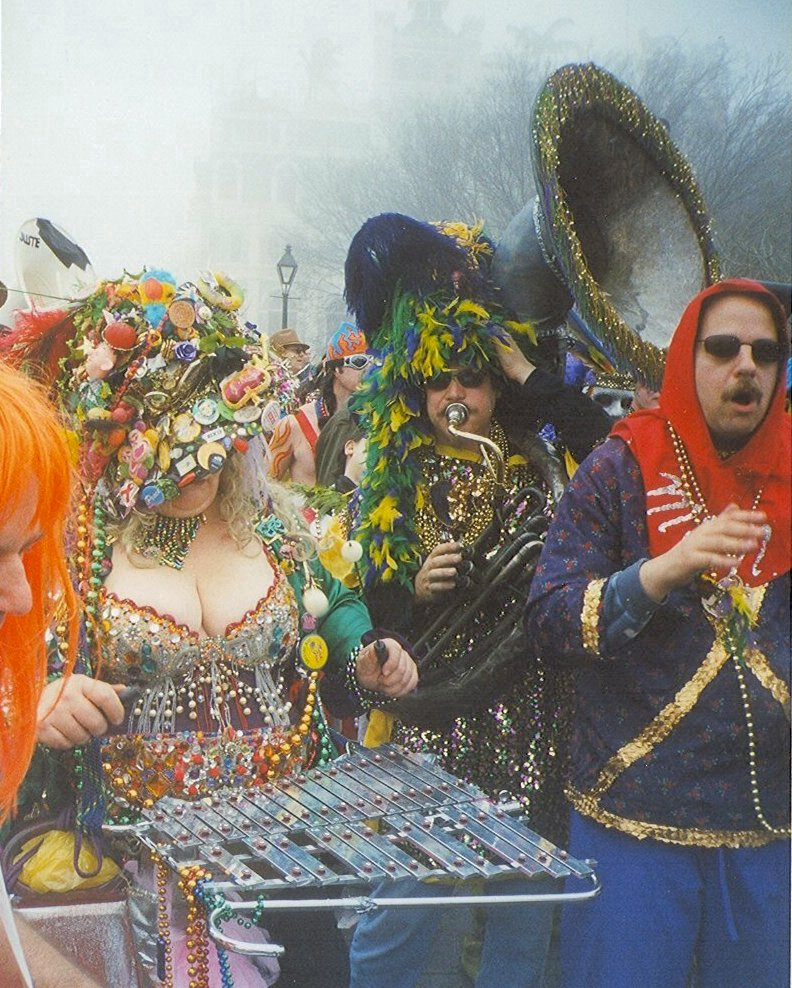
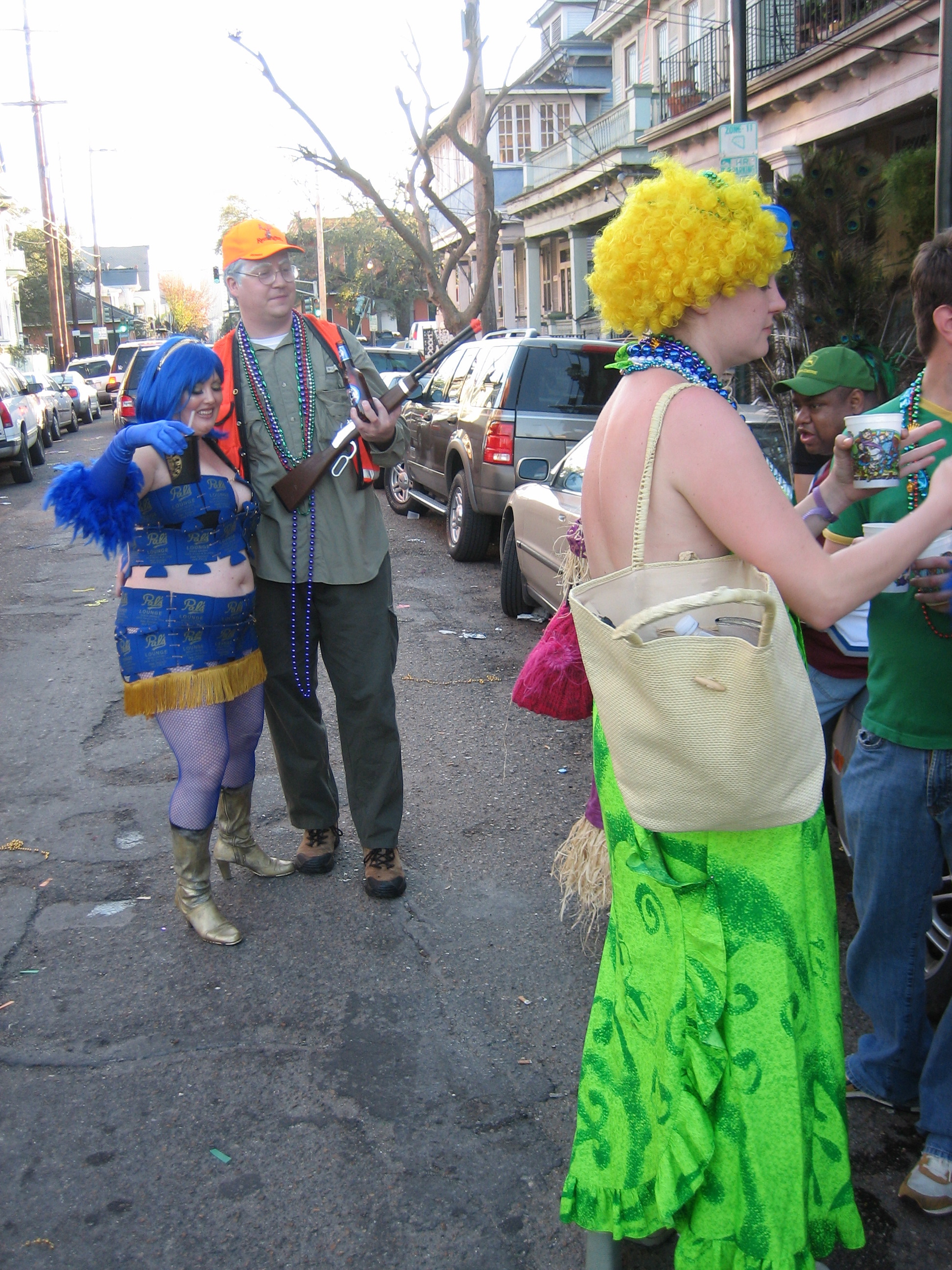
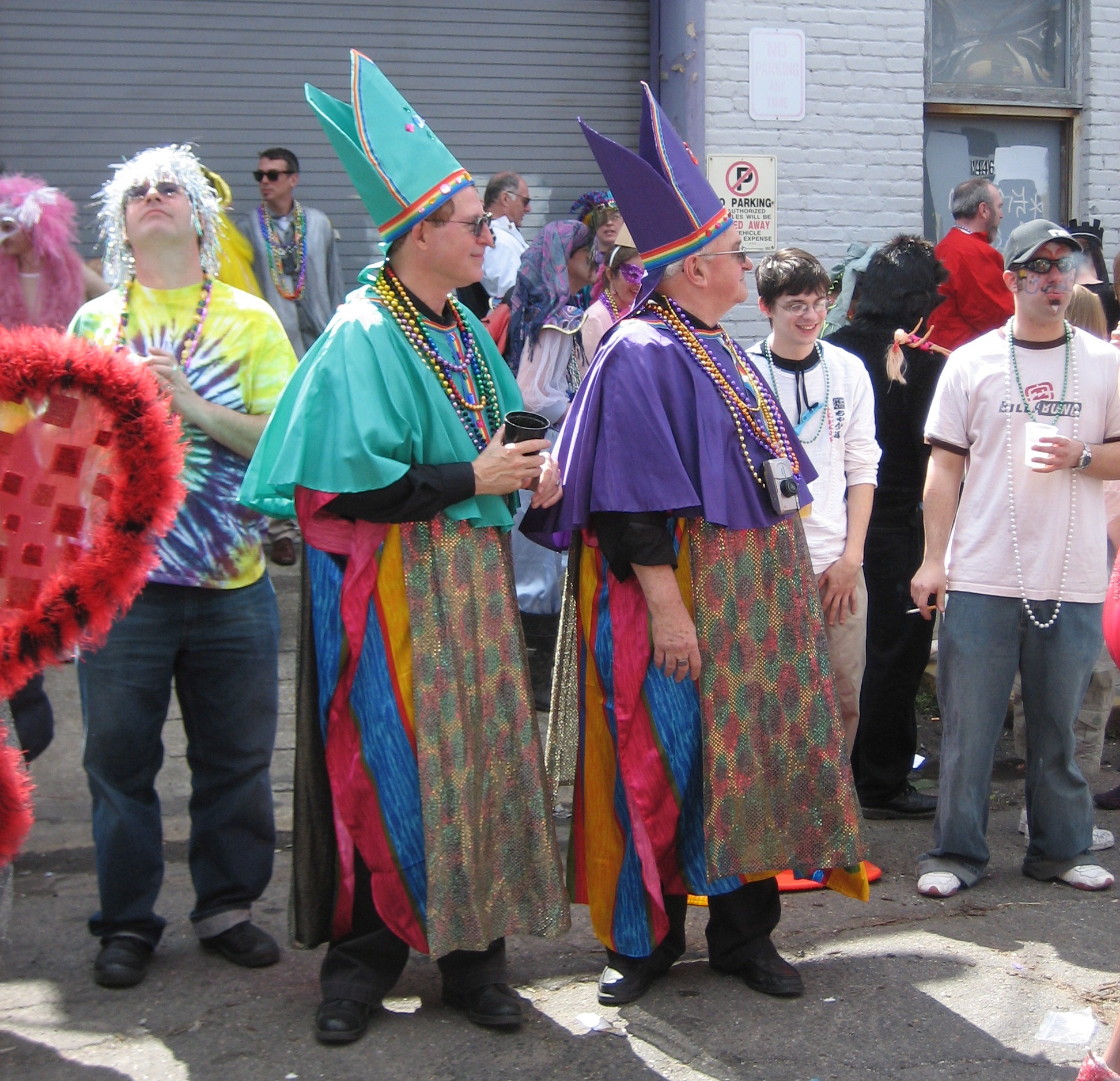
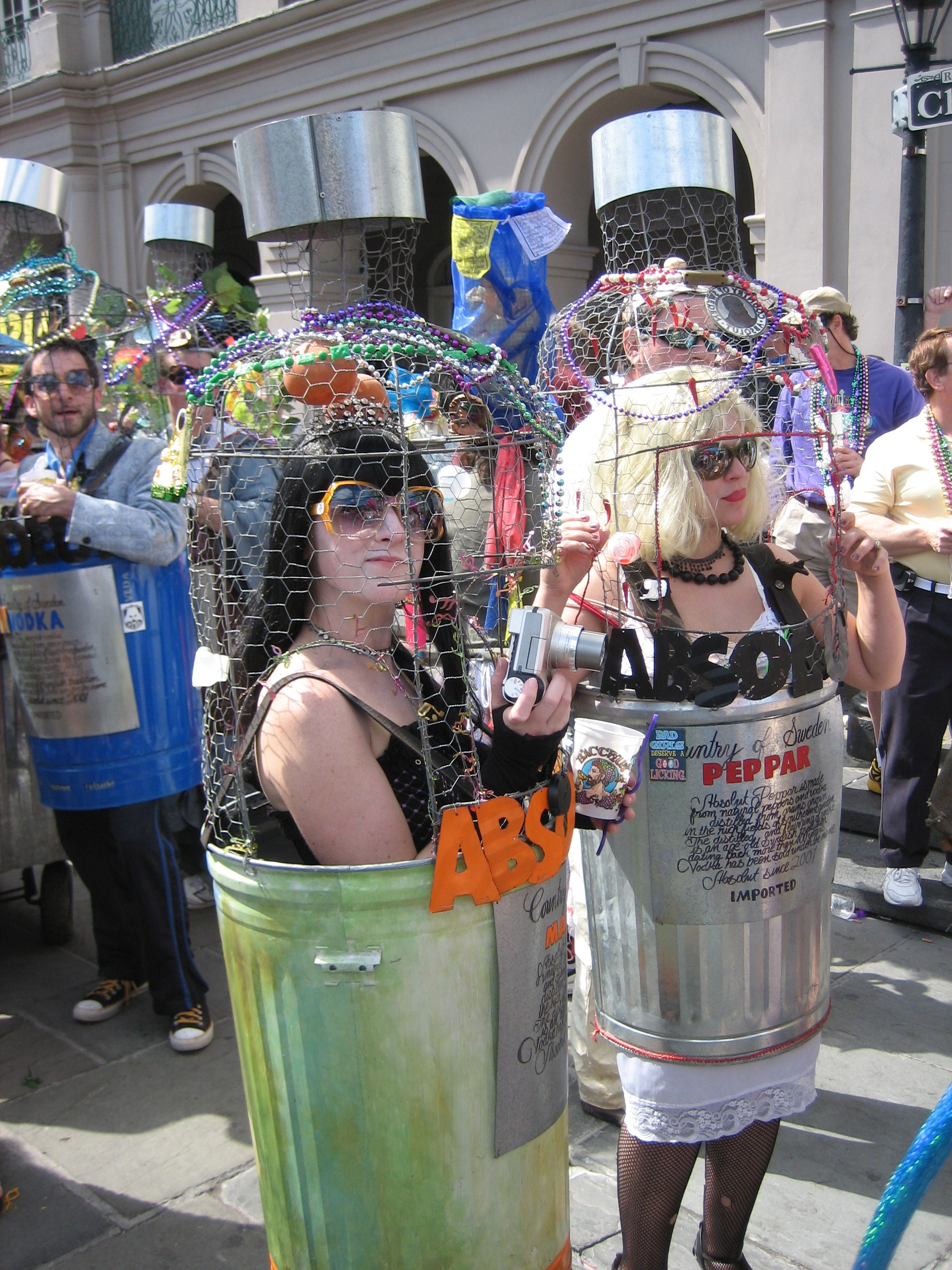